# Casa de las Columnas (Santaella)
La casa de las Columnas es un edificio histórico situado en el municipio español de Santaella, en la provincia de Córdoba. En la actualidad acoge la sede del Museo Histórico Municipal de Santaella.

## Historia
La Casa de las Columnas es un edificio barroco del siglo XVIII, cuya construcción transcurrió entre 1730 y 1734 bajo dirección del arquitecto Tomás Jerónimo Pedrajas. Se trata de una casona típica de la campiña cordobesa, con fachada noble, flanqueada por dos columnas. Posee dos pisos y se estructura mediante dos patios, uno principal en la zona noble y otro trasero que serviría de corral. El inmueble fue adquirido por el Ayuntamiento de Santaella en 1940, convirtiéndose en Casa Cuartel de la Guardia Civil desde esta fecha hasta 1989. A partir de entonces pasó a albergar oficinas municipales. 
Entre 2009 y 2011 se realizó una profunda rehabilitación del edificio. En 2016 fue reinaugurado como sede del Museo Histórico Municipal, que hasta entonces había estado en la Casa de la Cultura.